# بيل ويليامسون (فارس)
بيل ويليامسون (بالإنجليزية: Bill Williamson)‏ هو فارس أسترالي، ولد في 19 ديسمبر 1922 في Williamstown, Victoria ‏ في أستراليا، وتوفي في 28 يناير 1979.